# Конопляста Світлана Юріївна
Світла́на Ю́ріївна Конопля́ста (нар. 14 травня 1961 року, Воркута, Комі, РСФСР) — дефектолог, доктор педагогічних наук (2010), професор (2011). 

## Біографічні дані
Народилася 14 травня 1961 року у Воркуті, Комі, РСФСР.
У 1984 році закінчив Київський педагогічний інститут. Працювала вчителем.
З 1988 року працювала в Інституті педагогіки АПНУ. З 1995 — у Національному педагогічному університеті: з 2010 — професор кафедри логопедії.
З жовтня 2021 року веде прийом в стоматологічній лікарні.

## Наукова робота
Проводить наукові дослідження у галузях логопедії і логопсихології, зокрема вивчає питання психолого-педагогічної корекції та реабілітації осіб з вадами мовлення.

### Основні праці
За ЕСУ:
- Комплексний підхід до подолання заїкання у юнаків: навч.-метод. посіб. — 2004;
- Ранній дитячий аутизм: навч. посіб. — 2005;
- Розвиток дітей із вродженими незрощеннями губи та піднебіння. Теорія та практика. — 2008;
- Логопсихологія: навч. посіб. — 2010 (співавтор);
- Логопедія: підруч. — 2010 (співавтор); (усі — Київ)[1].

## Нагороди
- Почесна Грамота Міністерства освіти і науки України;
- Нагрудний знак «Відмінник освіти України»;
- Нагрудний знак МОН України «За наукові та освітні досягнення»;
- Золота медаль «Михайло Петрович Драгоманов 1841-1895 рр.»[3].